# Vanneaugobius pruvoti
Vanneaugobius pruvoti är en fiskart som först beskrevs av Fage, 1907.  Vanneaugobius pruvoti ingår i släktet Vanneaugobius och familjen smörbultsfiskar. Inga underarter finns listade i Catalogue of Life.